# Tabula
Tabula là một chi bọ cánh cứng trong họ 
Elateridae.
Chi này được miêu tả khoa học năm 1899 bởi Fleutiaux.

## Các loài
Các loài trong chi này gồm:
- Tabula depressissima Fleutiaux, 1899
- Tabula grandchampi Fleutiaux, 1935
- Tabula nataliae Fleutiaux, 1932